# 奥克格罗夫 (阿拉巴马州)
奥克格罗夫（英語：Oak Grove）是美国阿拉巴马州下属的一座城市。面积约为1.78平方英里（约合4.6平方公里）。根据2010年美国人口普查，该市有人口528人，人口密度为297.13/平方英里（约合114.78/平方公里）。